# Kusajba
Kusajba (arab. كسيبة) – miejscowość w Syrii, w muhafazie Aleppo. W 2004 roku liczyła 1521 mieszkańców.